# CEBRA
 Der er for få eller ingen kildehenvisninger i denne artikel, hvilket er et problem. Du kan hjælpe ved at angive troværdige kilder til de påstande, som fremføres i artiklen.

CEBRA er en dansk arkitektvirksomhed etableret i 2001 af arkitekterne Mikkel Frost, Carsten Primdahl og Kolja Nielsen. På kontorerne i Aarhus og Abu Dhabi, UAE arbejder en medarbejderstab på 50 mennesker.
I februar 2017 åbnede det af CEBRA designede Experimentarium, et science centre i Hellerup.  Et andet af CEBRAs anerkendte værker er Isbjerget, der blev opført i 2013 på havnefronten i Aarhus.
Arkitekt og stiftende partner hos CEBRA Mikkel Frosts tegner ofte akvareller af CEBRAs projekter, og har gennem årene samlet en omfattende akvarelsamling, der hedder "Toons". I efteråret 2016 erhverver Museum for Architectural Drawing i Berlin to akvareller fra denne samling. Akvarellerne indgår nu på museet blandt de mest toneangivende nulevende og afdøde arkitekter i verden som f.eks. Zaha Hadid, Frank Lloyd Wright, Aldo Rossi, Frank Gehry .  
CEBRAs projekter placerer sig primært inden for uddannelse, kultur og boliger.

## Udvalgte projekter
- Experimentarium, København, Danmark
- Isbjerget, Aarhus, Danmark
- Sustainable School, Dubai, UAE
- Smart School, Irkutsk, Rusland
- HF & VUC Fyn, Odense, Danmark
- Children’s Home of the Future, Kerteminde, Danmark
- StreetDome, Haderslev, Danmark
- Mesterfjellet School, Larvik, Norge
- Center for Early Childhood Development, Abu Dhabi, UAE

## Hæder
CEBRA er blevet tildelt en række priser, heriblandt:
- 2015 – ArchDaily Building of the Year 2015, best housing project for Isbjerget.
- 2015 – The Children’s Home of the Future, top 40 shortlist for Mies van der Rohe Award
- 2013 – MIPIM Award 2013, Isbjerget modtager prisen Best residential development
- 2013 – Architizer A+ Award, Isbjerget modtager prisen Best residential mid-rise
- 2008 – CEBRA modtager Nykredit’s Arkitekturpris, Den mest prestigefyldte arkitekturpris i Skandinavien
- 2006 – Golden Lion Award på Arkitekturbiennalen i Venedig for "Best National Pavilion"
- 2006 – Bakkegaardsskolen er nomineret til the Mies van der Rohe Award

## Ekstern henvisning
- Hjemmeside: http://cebraarchitecture.dk/
- http://cebratoons.blogspot.dk/